# Alexander Thomas Emeric Vidal
Alexander Thomas Emeric Vidal (1792 – Clifton, Bristol, 5 de fevereiro de 1863) foi um oficial da marinha real britânica, notabilizando-se pelos seus trabalhos hidrográficos, tendo participado em expedições destinadas a cartografar os Grandes Lagos canadianos (1815), a costa de África (1822 – África do Sul; 1822-1824 – costa oriental até Zanzibar e às Seychelles; 1824 – costa ocidental até à Gâmbia; 1835-1838 – Madeira e costa ocidental de África) e os Açores (1841 e 1845).

## Biografia
A. T. E. Vidal nasceu em 1792, o filho mais novo de Emeric Vidal, também oficial da Royal Navy.
Assentou praça como voluntário no HMS Illustrious a 1 de Dezembro de 1803, permanecendo naquele navio até 1805. terminado o seu tirocínio no mar, inscreveu-se no Royal Naval College, em Portsmouth, instituição que frequentou entre 22 de Maio de 1807 e Outubro de 1809.
Terminado o curso embarcou como guarda-marinha no HMS Lavinia em Novembro de 1809, nele permanecendo até 1812. Entre este ano e 1814, passou por diversas unidades navais, tendo-se dedicado à navegação e à hidrografia.
Promovido a tenente a 6 de Fevereiro de 1815, parte a bordo do HMS Niobe numa missão hidrográfica destinada ao levantamento dos Grandes Lagos canadianos, missão em que permanece de Fevereiro a Novembro desse ano.
Serviu no HMS Levin, sob o comando de Owen, na expedição hidrográfica à costa de África (Levin e Barracouta, 1822; Table Bay, 1822-1824; costa oriental de África até Zanzibar e as Seychelles, 1825; costa ocidental de África, até à Gâmbia, 1818 - 1823).
Assumiu funções de comando a 15 de Maio de 1823 no HMS Barracouta. Foi promovido a capitão (captain) da Royal Navy a 4 de Outubro de 1825.
Durante um curto período em 1831 comandou o HMS Pike. Nomeado para o comando do HMS Aetna, levou a cabo uma missão hidrográfica na costa ocidental de África de 1835 a 1838.
Casou no Canadá, em Outubro de 1839, com Sarah Antoinette, filha de Henry Veicht, da ilha da Madeira.
Comandou o HMS Styx no levantamento hidrográfico dos Açores de 15 de Setembro de 1841 a Janeiro de 1845.
Comandou o iate William and Mary de 7 Janeiro de 1845 a 1846.
Alexander Thomas Emeric Vidal faleceu a 5 de Fevereiro de 1863.

## O levantamento hidrográfico dos Açores
Comandando o vapor de rodas HMS Styx, foi encarregue em 1841 pelo almirantado britânico de proceder ao levantamento hidrográfico do arquipélago dos Açores. Os trabalhos de campo prolongaram-se de Setembro de 1841 a 1845. As cartas resultantes desse levantamento foram as primeiras a representar o arquipélago com rigor, permanecendo em uso por quase um século. Serviram de base a várias edições, incluindo pelo menos uma da responsabilidade da Armada portuguesa. Na literatura de temática açoriana aparecem frequentes referências a estas cartas e ao seu autor, normalmente referido como "Capitão Vidal" ou "A. T. E. Vidal".
Para além do levantamento hidrográfico e de defesa das ilhas, as expedições do Capitão Vidal permitiram a realização de alguns estudos de história natural. Entre os estudos realizados, contam-se os trabalhos de herborização e pesquisa botânica de Hewett Cottrell Watson, levados a cabo durante a campanha que teve lugar de Maio a Setembro de 1842. Tais trabalhos originaram a publicação de várias listas das plantas existentes nos Açores, posteriormente consolidadas no capítulo sobre botânica intitulado Botany of the Azores, escrito por Watson, e inserto na obra Natural History of the Azores or Western Islands, editada em 1870 por Frederick du Cane Godman.
Em honra do Capitão Vidal, Hewett Cottrell Watson propôs a criação do género Vidalia, no qual incluiu a margarida endémica açoriana Bellis azorica Hochstetter ex Seubert, e atribuiu o nome de Campanulla Vidalii Watson (E. C. Watson, in Hookers’s Icones Pl.: t. 684) à actual Azorina vidalii (H.C.Watson) Feer.
Apesar de trabalhos posteriores não terem confirmado a validade sistemática do género Vidalia, a homenagem a Vidal teve êxito, já que a Azorina vidalii (H.C.Watson) Feer, espécie única do único género endémico de plantas dos Açores, é hoje a mais conhecida das endémicas açorianas, sendo cultivada pelas suas vistosas flores e comercializada como vidalia (ou vidália) nos mercados internacionais de flores e sementes.